# Сатошьо

34°30′49″ пн. ш. 133°33′25″ сх. д. / 34.51361° пн. ш. 133.55694° сх. д.
Сатосьо (яп. 里庄町) — містечко в Японії, в повіті Асакуті префектури Окаяма.